# Cristian Brayner
Cristian Brayner (Brasília, 19 de junho de 1977) é um gestor cultural, escritor, tradutor, crítico literário, professor e pesquisador brasileiro, com atuação em projetos no Brasil e no exterior. 
Graduado em Direito, Filosofia, Letras (Língua e Literatura Francesa), Biblioteconomia e Tradução, possui mestrado em Ciência da Informação, doutorado em Literatura e Práticas Sociais, tendo realizado seu pós-doutorado em História na Fundação Casa de Rui Barbosa.
Realiza trabalho em políticas públicas de incentivo ao livro e à leitura. Também dedica-se às pesquisas sobre as literaturas mística e anticlerical. 
Atualmente é pesquisador da Cátedra Otavio Frias Filho de Estudos em Comunicação, Democracia e Diversidade, da Universidade de São Paulo.

## Biografia
Nascido no subúrbio de Brasília, é o homem mais velho de seis filhos do carpinteiro Cristóvão Colombo dos Santos e da dona de casa Maria das Dores Oliveira Reis. Foi vendedor ambulante de cocada durante dez anos. Desde cedo, Brayner desenvolveu uma relação especial com os livros, na sua primeira visita a uma biblioteca, acompanhado da irmã mais velha, ouviu a leitura de A Arca de Noé e, o recebimento de seu primeiro livro, O Cesto de Juncos, presente de um vizinho português; a competição entre colegas da escola para ler o maior número de livros durante as férias; e as visitas diárias à Biblioteca Érico Veríssimo, localizada no subúrbio do Distrito Federal, onde comparava enciclopédias.
Aos 18 anos, inspirado pelo livro O Nome da Rosa, de Umberto Eco, decidiu cursar Biblioteconomia na Universidade de Brasília (UnB). Após realizar um estágio na Universidade Laval, graduou-se em Tradução, Letras (Língua e Literatura Francesas) e Filosofia, concluindo esta última com a apresentação da monografia A Nostalgia do Todo: A Prática das Virtudes no Itinerário da Alma em Santo Agostinho. Além disso, Brayner formou-se em Direito, dedicando sua monografia de conclusão de curso à análise da possibilidade de responsabilização penal do Estado pelo descumprimento do instituto do depósito legal.
Desejando aprofundar seus conhecimentos em documentação histórica, foi admitido na Scuola Vaticana di Paleografia, Diplomatica e Archivistica, mas optou por ingressar no Mestrado em Ciência da Informação da Universidade de Brasília, onde sua dissertação sobre os primeiros arquivos históricos do Brasil "Os arquivos das primeiras prelazias e dioceses brasileiras no contexto da legislação e práticas arquivísticas da Igreja Católica" foi premiada na primeira edição do Concurso Latino-Americano de Investigación em Bibliotecología, Documentación, Archivística y Museología Fernando Baéz (Argentina).
Brayner concluiu seu doutorado em Literatura e Práticas Sociais pela Universidade de Brasília, com a tese e livro Devotos e Devassos: Representação dos Padres e Beatas na Literatura Anticlerical Brasileira (EdUSP, 2014), indicado ao Prêmio Jabuti em duas categorias (melhor crítica literária e melhor capa) e vencedor do Prêmio Casa de las Américas (Cuba), na categoria literatura brasileira. Cristian Brayner permanece dedicado às pesquisas que exploram a relação entre a literatura e o sagrado, com especial interesse nos fenômenos da mística e do anticlericalismo.
Em 2016/2017, foi diretor do departamento de livro e bibliotecas (DLLLB) do Ministério da Cultura do Brasil (MinC) e, e subsecretário do departamento de patrimônio cultural do Distrito Federal devido estudos nesta área, como bibliotecário da Câmara dos Deputados desde 2009. Breyner buscou fortalecer/revitalizar o Sistema Nacional de Bibliotecas Públicas (SNBP); o Programa Nacional de Incentivo à Leitura (Proler); a presença brasileira nas feiras internacionais de livro.
Em dezembro de 2016, o departamento DLLLB do Ministério da Cultura lança o primeiro livro com acessibilidade e em múltiplos formatos, O Pequeno Príncipe (de Antoine de Saint-Exupéry) com um kit seguindo os protocolos internacionais de acessibilidade, durante o seminário Autonomia e Direito para Todos em Brasília. O kit formado por um áudiolivro em DVD (com gravação em audiovisual, descrição das imagens, interpretação em libras e, legendas) e o seminário são parte do Tratado de Marraquexe e do projeto Acessibilidade em Bibliotecas Públicas desenvolvido em parceria com a oscip Mais Diferenças e, comemoração aos 10 anos de convenção da Organização das Nações Unidas (ONU) sobre o Dia Internacional da Pessoa com Deficiência e, também a comemoração do primeiro ano de Lei Brasileira de Inclusão (sancionada em 2015).
Em fevereiro de 2017, este departamento lança o Calendário da Diversidade com o tema ‘Relações’, idealizado pelo então diretor do departamento para discutir os diversos arranjos familiares, buscar o fim do preconceito buscar LGBT e, a construção de uma biblioteca para discutir a diversidade humana. O movimento teve a participação conjunta de vários bibliotecários estudantes através de fotos artísticas; este surgiu após a divulgação do ranking de violência contra LGBT no mundo e no Brasil.
Em maio de 2017, como diretor do departamento de livro e bibliotecas do MinC reuniu-se com a Associação Brasileira das Editoras Universitárias para discutir o projeto de distribuição de obras dessas editoras às bibliotecas públicas brasileiras e também obter informações sobre as dificuldades para o cumprimento da Lei do Depósito Legal (editores enviam exemplares da obra à biblioteca nacional). Em agosto de 2017, deixou o cargo de diretor do departamento, por dificuldades devido “cortes orçamentários e a anomalia institucional”; em oito meses esteve subordinado a quatro ministérios durante o governo presidencial de Michel Temer. Retornando assim a função de bibliotecário da Câmara dos Deputados e o ramo das políticas públicas do livro. Ainda em 2017, fez oposição ao projeto de lei (PL nº 9257/2017) do deputado Rafael Motta (PSB/RN) sobre mediadores de leitura e a Política Nacional do Livro; criticando o deputado por não incluir o bibliotecário dentre os profissionais da proposta, lançando um um abaixo-assinado solicitando que o bibliotecário seja incluído na proposta de alteração da Política Nacional do Livro.
Em maio e 2018, como então subsecretário do Patrimônio Cultural participou do seminário para discutir a informação pública no ambiente brasileiro, organizado pelo Departamento de Informação e Cultura, da Escola de Comunicação e Arte (ECA), da Universidade de São Paulo (USP). Com o objetivo de estudar/debater os caminhos da informação pública, apresentando duas propostas: o plano do Sistema Nacional de Bibliotecas Públicas (SNBP) do Ministério da Cultura (MinC) e; o projeto desenvolvido pela ECA/USP. Em 2019, participou da audiência pública da Comissão de Cultura que debateu o fortalecimento dos sistemas de bibliotecas públicas no Brasil, junto com: Renata Costa, secretária-executiva do Plano Nacional do Livro e Leitura (PNLL); Cristina Maria Aquino de Figueiredo, diretora do Projeto Livros Nas Praças; Gisele Mota Lopes, ex-gerente Livro e Leitura da Secretaria Municipal de Cultura do Rio de Janeiro; Cristian Brayner, subsecretário do Patrimônio Cultural do Governo do Distrito Federal; Maria Aparecida de Lavor, coordenadora do Sistema Estadual de Bibliotecas Públicas do Estado do Ceará.
Em 2022, o Conselho Federal de Biblioteconomia (CFB) realizou um debate ao vivo (live) com o presidente do conselho Fábio Cordeiro (CRB-1/1763) e o assessor parlamentar do conselho Cristian Brayner (CRB-1/1812), para informar as medidas que o CFB tomará contra o Projeto de Lei nº 3081/2022 (do deputado federal Tiago Mitraud, Novo/MG) que busca a desregulamentação formal de várias profissões, inclusive a de bibliotecário.
Em junho de 2023, lançou o livro Leitores que vão para o inferno (independente), sobre a censura aos livros e as falas notícias que intensificaram nos últimos anos. Neste mesmo ano, por sua dedicação em promover o acesso à literatura para pessoas em situação de vulnerabilidade, incluindo populações indígenas e outros grupos marginalizados, foi agraciado com o título de Cidadão Mato-Grossense pela Assembleia Legislativa de Mato Grosso. Também foi semifinalista do Prêmio Jabuti pelo Clube de Leitura dos Livros Banidos.
Desde 2017 é consultor voluntário do Sistema Estadual de Bibliotecas Públicas de Mato Grosso (SEBPMT); em 2022 participou da elaboração do Plano Estadual do Livro, da Leitura, da Literatura e da Biblioteca de Mato Grosso (PELLLB-MT), Lei nº 11.820, de 28 de junho. Faz a formação de bibliotecários e agentes de leitura no estado, no Fórum de Bibliotecas Públicas de Mato Grosso desde 2017, na Universidade Federal de Rondonópolis e, no Instituto Federal do Mato Grosso. Também apóia a Academia Mato-Grossense de Letras.

## Publicações
- Leitores que vão para o inferno. Brasília: Ed. do Autor, 2023.[9][32]
- Bibliotecas brasileiras acessíveis. Brasília: Conselho Federal de Biblioteconomia, 2021.[33]
- Bibliografia Brasília. Brasília: Edições Câmara, 2020.[34]
- A biblioteca de Foucault: reflexões sobre ética, poder e informação. São Paulo: É Realizações, 2018.[35][36]
- As bibliotecas beneditinas do Brasil: diagnóstico preliminar. Memória e Informação, Rio de Janeiro, v. 1, n. 1, p. 87-99, jul./dez. 2017.[37]
- O culto católico e a representação do corpo masculino na literatura anticlerical brasileira (século XIX). Varia História, Belo Horizonte, v. 30, p. 443-459, 2014.[15]
- Devotos e devassos: representação dos padres e beatas na literatura anticlerical brasileira. São Paulo: EdUSP, 2013.[38]
- Pastoreando ovelha ou rebanho? A figura da comunidade cristã à luz do decreto Presbyterorum Ordinis. Interações: Cultura e Comunidade, Uberlândia, v. 8, p. 117-127, 2013.[39]
- A prática das virtudes no itinerário místico de Santo Agostinho. Brasiliensis, Brasília, v. 1, p. 81-105, 2012.[40]
- Babel (confusão ou salvação?): religiosidade, secularização e mercado em "Babylon", de Zeca Baleiro. Ciências da Religião: História e Sociedade, Juiz de Fora, v. 7, n. 1, p. 28-49, 2009.[41]
- Religião, patologia e feminilidade: uma análise da saudade em O homem (1887), de Aluísio Azevedo. Horizonte, Belo Horizonte, v. 6, p. 89-107, 2007.[42]
- Os primeiros arquivos eclesiásticos brasileiros (1551-1854): diagnóstico. Revista Brasileira de Biblioteconomia e Documentação, São Paulo, v. 3, p. 25-44, 2007.[43]
- Conhecer para conservar: a constituição e dispersão dos fundos arquivísticos da Igreja Católica na cidade de Goiás (GO). Arquivística.net, Brasília, v. 2, p. 52-69, 2006.[44]
- Normas bibliográficas do Seminário Redemptoris Mater. Brasília: Centro de Estudos Filosófico-Teológicos Redemptoris Mater, 2012. 70 p.
- Os primeiros arquivos eclesiásticos brasileiros no contexto da legislação e práticas arquivísticas da Igreja Católica. Biblioclastía: los robos, la represión y sus resistencias en bibliotecas, archivos y museos de Latinoamérica. Buenos Aires: Eudeba, 2008. p. 69-140.[45]

## Prêmios
- Premio Casa de las Américas (2016) – Categoria "Literatura Brasileira".[1][46][47][48]